# Algar de Palancia
Algar de Palancia là một đô thị ở comarca Camp de Morvedre cộng đồng Valencia, Tây Ban Nha. Đô thị này có diện tích 39,8 km², dân số thời điểm năm 2006 là 523 người.